# Best Of...
Best Of..., también conocido como Sia: Best Of..., es el primer álbum de grandes éxitos de la cantautora australiana Sia, lanzado al mercado el 30 de marzo de 2012 por la discográfica independiente con sede en Sídney Inertia. La recopilación incluye pistas de cuatro de sus anteriores álbumes de estudio: Healing Is Difficult (2001), Colour the Small One (2004), Some People Have Real Problems, (2008) y We Are Born (2010). También se incluyen dos pistas con Sia como vocalista: («Destiny» de Zero 7 y «Titanium» de David Guetta), «My Love» de la banda sonora de The Twilight Saga: Eclipse, más una versión remezclada de «Buttons» de la banda de rock brasileño CSS.
El anuncio del álbum se dio en febrero de 2012, poco después de que Sia afirmara que se retiraría. Algunas tiendas de música en línea ofrecen el DVD TV Is My Parent de Sia como un extra del álbum. El álbum recibió una opinión generalmente positiva de parte de la prensa especializada. Best Of... debutó en el puesto número 30 el 15 de abril de 2012 en la ARIA Albums Chart, hasta llegar al número 27 de la misma.

## Antecedentes y promoción
El anuncio del álbum se dio en febrero de 2012, poco después de que Sia afirmara que se retiraría. Best Of... se promocionó de varias formas: IE Music / Inertia lanzó un video promocional en YouTube en marzo de 2012; un día antes del lanzamiento del álbum, la revista Oyster conmemoraba la carrera de Sia al publicar su lista de sus cinco principales colaboraciones; el álbum recopilatorio y un bolso de Sia, entre otros premios, se incluyeron en un concurso realizado por la revista Cosmopolitan; En abril de 2012, el magazín Music Australia Guide ofreció copias del álbum a los lectores como parte de un sorteo de «muestras gratis».

## Contenido

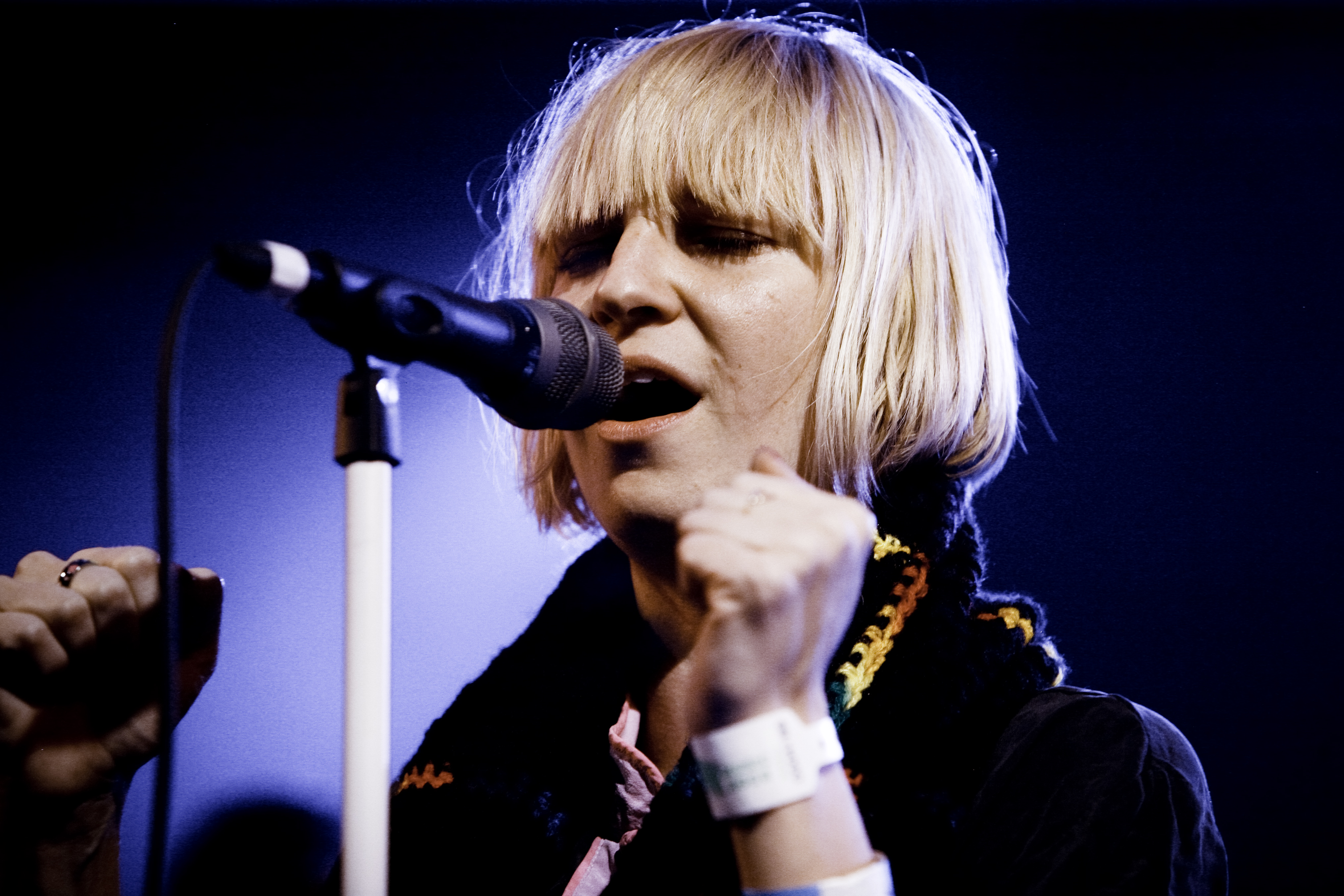
Sia presentándose en vivo en 2008

Best Of... contiene dieciocho canciones que abarcan quince años de música de la carrera de Sia, incluyendo trabajos en colaboración con Zero 7 y otros artistas. Catorce temas provienen de cuatro de los anteriores álbumes de estudio de Sia. "Taken for Granted", que representa el material más antiguo del recopilatorio, es la única canción del álbum de 2002 de Sia Healing Is Difficult. "Numb", "Where I Belong", "Breathe Me" y, "Sweet Potato" aparecieron en el álbum de Sia de 2004 Colour the Small One. Las canciones de su álbum de 2008 Some People Have Real Problems incluyen: "The Girl You Lost to Cocaine", "Day Too Soon", Ray Davies' "I Go to Sleep", "Soon We'll Be Found", y "Buttons". "Clap Your Hands", "Bring Night", "You've Changed", y "The Fight" aparecieron originalmente en el anterior álbum de estudio de Sia We Are Born (2010).
Los cuatro temas restantes representan trabajos en colaboración, una aparición en banda sonora y un remix. "Destiny" apareció por primera vez en el álbum del dúo británico Zero 7 Simple Things (2001); el tema cuenta con las actuaciones vocales de Sia y Sophie Barker. "My Love" apareció en la banda sonora de la película Crepúsculo la saga: Eclipse (2010). "Titanium", escrita por Sia, David Guetta, Giorgio Tuinfort y Nick van de Wall, apareció por primera vez en el álbum de Guetta de 2011 Nothing but the Beat.

## Recepción crítica
La recepción de la crítica del álbum recopilatorio fue positiva en general; muchos críticos apreciaron el álbum en su totalidad pero criticaron algunos temas. La revista The AU Review, de Robert Lyon, otorgó al álbum una puntuación de 8,2 en una escala de 10 puntos. Robert Lyon otorgó al álbum una puntuación de 8,2 en una escala de 10 puntos. Lyon pensó que "Clap Your Hands" comenzaba el álbum de forma "brillante" y elogió los temas individuales adicionales, pero señaló que la compilación no ofrecía material inédito y que el DVD extra solo estaba disponible a través de minoristas selectos. Mikey Cahill de News Limited otorgó al álbum cuatro puntos en una escala de cinco. Escribió que los oyentes tienen la capacidad de "visualizar el exterior animado de Sia cantando cada nota alto y orgullosa" y resumió el álbum en una palabra: "respetable". Freya Davies, de ArtsHub, sugirió que "Bring Night" habría sido un mejor tema de apertura. Davies criticó algunos temas, como "Destiny" y "Day Too Soon", debido al canto "inarticulado" de Sia, pero también elogió las canciones de ritmo más rápido que resaltaban su "fuerza vocal" ("Titanium" y "Buttons"). Davies concluyó: "La capacidad de Sia para combinar el culto y el atractivo popular queda demostrada con éxito por la fuerza de este álbum recopilatorio. Sus debilidades son momentáneas; en general, es un divertido saludo a los últimos 15 años y una respetable mirada al futuro".
Scott-Patrick Mitchell, de Out in Perth, una publicación LGBT con sede en Perth, Australia Occidental, apreció un álbum de lo más destacado de Sia y escribió que "Bring Night", "Buttons" y "The Girl You Lost to Cocaine" "[brillan] como supernovas". Steve Smart de Rabbit Hole Urban Music otorgó al recopilatorio cuatro de cinco estrellas. Smart pensó que el álbum era largo pero incluía muchos géneros; calificó la producción de "súper suave... con clase pero no sin filo". Alasdair Duncan de Rave Magazine también calificó Best Of... con cuatro de cinco estrellas y elogió el trabajo de Sia. Duncan pensó que la compilación tenía una "calidad de montaje", pero calificó la música de "primera categoría". Nina Bertok de Rip It Up, una revista de prensa callejera de Adelaida, calificó el álbum como una colección de "baladas desgarradoras... pepitas de oro del pop... canciones de baile" y "números más extravagantes". Bertok recomendó la remezcla de CSS de "Buttons" y concedió a la recopilación tres de cinco estrellas. Un crítico del Sydney Star Observer escribió que "Breathe Me" se erige como la mejor canción de Sia, pero pensó que sus temas "Don't Bring Me Down" y "I'm in Here" deberían haber sido incluidos en el álbum.

## Lista de Canciones
| N.º   | Título                            | Duración |  |
| 1.    | «Clap Your Hands»                 | 3:58     |  |
| 2.    | «The Girl You Lost to Cocaine»    | 2:40     |  |
| 3.    | «Destiny» (Zero 7 con Sia)        | 3:47     |  |
| 4.    | «Buttons»                         | 3:16     |  |
| 5.    | «Day Too Soon»                    | 4:23     |  |
| 6.    | «Numb»                            | 4:40     |  |
| 7.    | «Where I Belong»                  | 4:43     |  |
| 8.    | «Breathe Me»                      | 4:34     |  |
| 9.    | «Sweet Potato»                    | 4:00     |  |
| 10.   | «Bring Night»                     | 2:57     |  |
| 11.   | «My Love»                         | 5:14     |  |
| 12.   | «Titanium» (David Guetta con Sia) | 3:57     |  |
| 13.   | «You've Changed»                  | 3:11     |  |
| 14.   | «I Go to Sleep»                   | 3:46     |  |
| 15.   | «The Fight»                       | 3:37     |  |
| 16.   | «Soon We'll Be Found»             | 4:20     |  |
| 17.   | «Taken for Granted»               | 4:34     |  |
| 18.   | «Buttons» (CSS Mix)               | 3:26     |  |
| 71:03 |                                   |          |  |

Lista de canciones adaptada de  AllMusic, incluyendo canciones de Healing Is Difficult, Colour the Small One, Some People Have Real Problems and We Are Born.

## Charts
Best Of... debutó en el número 30 de la lista de álbumes de la ARIA la semana del 15 de abril de 2012. El álbum alcanzó una posición máxima del número 27 la semana siguiente antes de salir de la lista.
| Chart (2012)                        | Peak position |
| ----------------------------------- | ------------- |
| Australia (Australian Albums Chart) | 27            |